# Lucas Mendes (Fußballspieler, 1990)
Lucas Michel Mendes (* 3. Juli 1990 in Curitiba) ist ein brasilianisch-katarischer Fußballspieler. Seit 2020 steht er beim katarischen Erstligisten al-Wakrah SC unter Vertrag. Nach seiner Einbürgerung in Katar wird er seit Ende 2023 auch in dessen A-Nationalmannschaft eingesetzt und nahm mit dieser an der Asienmeisterschaft 2024 teil.

## Karriere

### Verein
Aus der B-Mannschaft des Coritiba FC ging er Anfang 2010 in deren erste Mannschaft über und stieg mit seiner Mannschaft hier dann aus der Série B in die Série A auf. Für eine Ablöse von 2,3 Mio. Euro unterzeichnete er im August 2012 schließlich einen Vertrag bei Olympique Marseille, bei welchem er am 21. Oktober 2012 dann erstmals in der Ligue 1 zum Einsatz kam. In seiner Zeit hier sammelte er dann auch mehrere Einsätze in der UEFA Europa League als auch in der Champions League wie auch in der Liga, wenngleich auch er in der Spielzeit 2013/14 in Folge einer Verstauchung für eine längere Zeit keine Einsätze mehr bekam.
Für eine Ablösesumme von 5 Mio. Euro verließ er im August 2014 schließlich den französischen Klub in Richtung Katar, wo ihn nun El-Jaish verpflichtet hatte. Nachdem dieser Klub dann in al-Duhail aufgegangen war, spielte er hier auch noch weiter. Im Februar 2019 wechselte er jedoch noch einmal ligaintern und spielte nun für al-Gharafa. Seit Januar 2020 ist er mittlerweile für al-Wakrah tätig.

### Nationalmannschaft
Dadurch, dass er ab 2014 in Katar lebte, wurde er nach neun Jahren eingebürgert und erhielt am 9. November 2023 erstmals eine Nominierung für die katarische A-Nationalmannschaft. Zu seinem ersten Einsatz kam er dann am 21. November bei einem 3:0-Sieg über Indien während der Qualifikation für die Weltmeisterschaft 2026, wo er auch gleich in der Startelf stand. Nach zwei weiteren Freundschaftsspieleinsätzen gehörte er dann auch mit zum Kader der Mannschaft bei der Asienmeisterschaft 2024. Wo er in dem ersten Gruppenspiel, einem 3:0-Sieg über den Libanon, sein Turnier-Debüt hatte.

## Erfolge
Coritiba
- Staatsmeisterschaft von Paraná: 2010, 2011, 2012
- Campeonato Brasileiro de Futebol – Série B: 2010

al-Duhail
- Qatar Stars League: 2017/18